# Amende
Pour l’article ayant un titre homophone, voir amande.

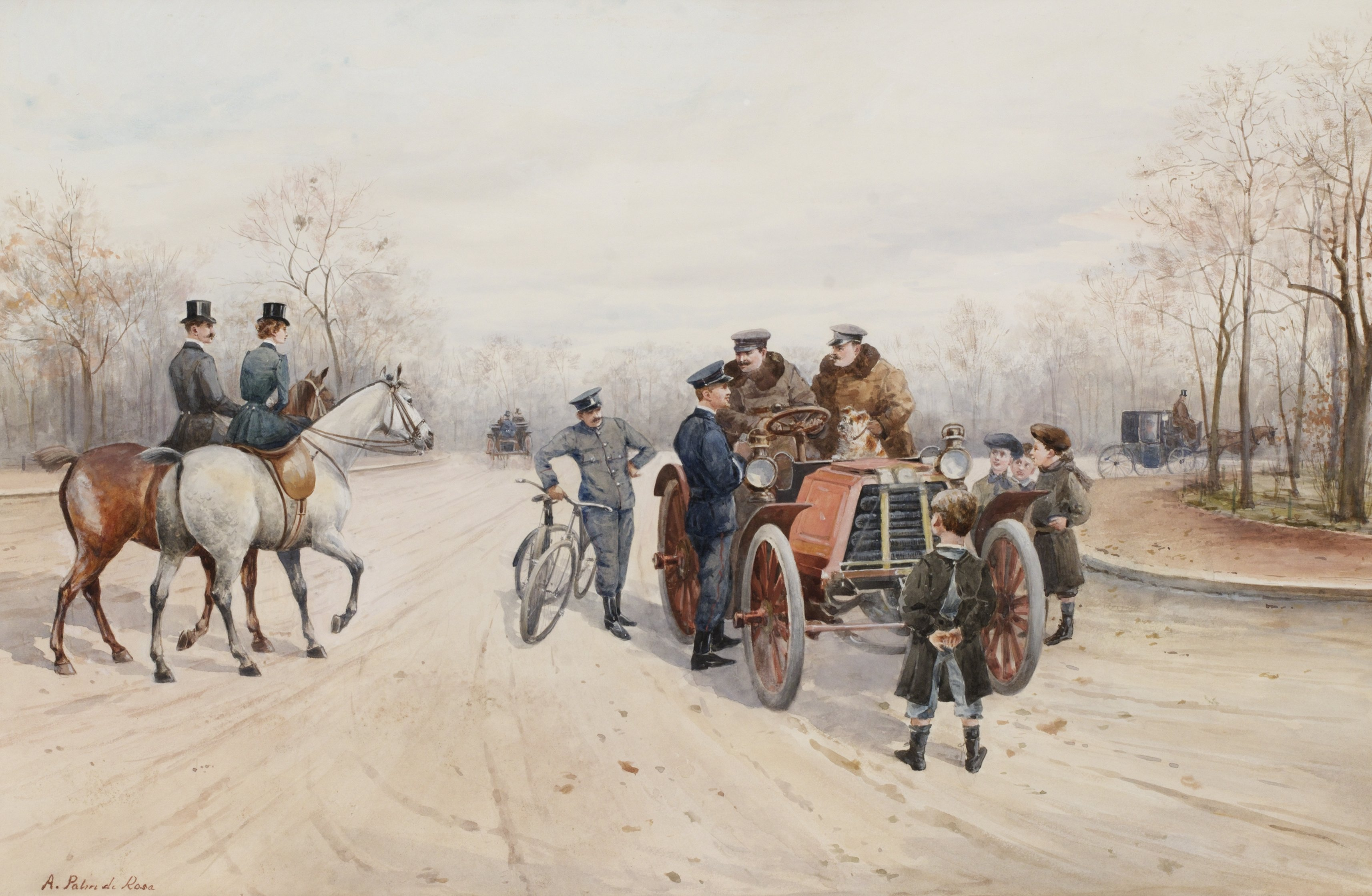
Contravention pour excès de vitesse au Bois de Boulogne.

Une amende est une sanction pénale ou administrative qui consiste à payer une somme d'argent souvent préalablement fixée par la loi.

## Variantes

### Montant variant suivant les revenus des contrevenants
Dans certaines circonstances, le montant de l'amende peut être basé sur le niveau de revenus du contrevenant. Il en est ainsi en Finlande concernant les amendes relatives à des délits de vitesse, ainsi qu'en Suisse. Par exemple, en 2023, un multimillionnaire Finlandais a reçu une amende de 121 000 euros, visant à sanctionner l'excès de vitesse qu'il avait commis,.

### Jour-amende
Un jour-amende est une condamnation à régler un montant quotidien sur une durée limitée, en remplacement d'une peine de prison.

## Application par pays
- Belgique : amende en droit pénal belge.
- France : amende en droit pénal français.
- Suisse : Code pénal suisse et Code de procédure pénale suisse.
  - En Suisse, une amende d’ordre punit de manière forfaitaire des contraventions légères, notamment à la circulation routière, avec une procédure simplifiée, anonyme et sans frais (maximum 300 francs)[6],[7]. Les contraventions plus graves font l'objet d'une dénonciation au ministère public, généralement suivi d'une ordonnance pénale.